# Broken (minialbum Nine Inch Nails)
Broken (znany również jako Halo 05) – pierwszy minialbum amerykańskiego zespołu industrialnego Nine Inch Nails, wydany 22 września 1992 roku. Został wyprodukowany przez frontmana zespołu Trenta Reznora i Flooda. Muzycznie Broken łączy w sobie elementy metalu industrialnego i noise rocka, oraz jest dużo ostrzejszy w porównaniu do wcześniejszego debiutanckiego albumu grupy Pretty Hate Machine, którego utwory łączyły w sobie gatunki synthpop i rocka industrialnego.
Promocja EP-ki nie obyła się bez kontrowersji. Film krótkometrażowy Broken, w którym pojawiło się 5 z 8 utworów albumu, został ocenzurowany i niedopuszczony do dystrybucji, z wyjątkiem kilku teledysków. Mimo to dwa utwory: "Wish" i "Happines in Slavery", zdobyły nagrody Grammy w kategorii Best Metal Performance odpowiednio w 1993 i 1995 roku. Pod koniec 1992 roku został wydany minialbum Fixed zawierający remiksy z Broken.

## Lista utworów
1. "Pinion" – 1:02
2. "Wish" – 3:46
3. "Last" – 4:44
4. "Help Me I Am in Hell" – 1:56
5. "Happiness in Slavery" – 5:21
6. "Gave Up" – 4:08
7. "Physical (You're So)" – 5:29 (cover Adama Anta)
8. "Suck" – 5:08 (utwór skomponowany wraz z zespołem Pigface)